# ベンジャミン・N・カードーゾ・ロー・スクール
ベンジャミン・N・カードーゾ・ロー・スクール（Benjamin N. Cardozo School of Law）は、ニューヨークに位置するイェシーバー大学のロー・スクール。1976年に設立され、現在はロウアー・マンハッタンのユニオンスクエア近くの5番街に所在している。校名は、合衆国最高裁判所判事のベンジャミン・N・カードーゾに因んで名付けられた。このスクールでは、1979年に第1期生が卒業した。1998年に法学修士課程が設立された。カードーゾ・ロー・スクールは無宗派で、イェシーバー大学の学士課程とは対照的に、世俗的なカリキュラムを採用している。毎年約320人が法学博士課程に進学するが、その内の約57%が女性である。また、毎年約60-70人が修士課程に進学する。

## 人物

### 卒業生
- バーバラ・オルソン